# Brit Hume
Alexander Britton (Brit) Hume (Washington D.C., 22 juni 1943) is een Amerikaans journalist en presentator voor de Amerikaanse nieuwszender Fox News Channel. Hume is getrouwd met Kim Schiller Hume, Fox News's Vice President en Washington bureau chief tot ze met pensioen ging in 2006. Bij Fox News is Hume de hoogste journalist in Washington D.C. Hij was onder meer de presentator van Special Report with Brit Hume (tot 2006) en is een panelist bij Fox News Sunday.